# Юзьков Леонід Петрович
Юзьков Леонід Петрович (*28 січня 1938, Новоселиця — †2 березня 1995, Київ) — український учений-правознавець, доктор юридичних наук, перший голова Конституційного суду України.

## Біографія
Леонід Юзьков народився 28 січня 1938 року у селі Новоселиця Полонського району Кам'янець-Подільської області. Після закінчення школи у селі Новоселиця навчався у Бердичівському педагогічному училищі. Відслуживши в армії, навчався на юридичному факультеті та в аспірантурі Київського державного університету ім. Т. Г. Шевченка. Працював на посадах старшого викладача, доцента. Певний час працював завідувачем кафедри, професором Київської вищої партійної школи, пізніше — професором Київського національного університету ім. Тараса Шевченка. У 1990 році керував робочою групою з розроблення проєкту Декларації про державний суверенітет України. З 24 жовтня 1990 року був членом Комісії із розроблення нової Конституції Української РСР. 1 листопада Леонід Юзьков очолив робочу групу цієї Комісії.
1 липня 1992 року Верховна Рада України 259 голосами обрала Леоніда Юзькова першим Головою Конституційного суду України. Був членом Венеціанської комісії Ради Європи «Демократія через право». Очолював групу науковців, які розробили концепцію Основного Закону, пізніше — робочу групу з розроблення проєкту нової Конституції України.
Юзьков вважав, що нова Конституція України повинна поєднувати найкращі досягнення світового конституціоналізму з «історичними й національними традиціями українського державотворення». Відстоював закріплення у Конституції такої політико-правової категорії, як «український народ» (а не «народ України»). Автор понад 200 наукових праць.
Помер 2 березня 1995 року. Похований у Києві на Байковому кладовищі.

## Вшанування пам'яті
- На будинку в Києві по вулиці Панаса Мирного, 27, де у 1992–1995 роках мешкав Леонід Юзьков, до 70-річчя з дня його народження встановлено меморіальну дошку.
- У Харкові 5 березня 2008 року на фасаді Національної академії правових наук України, за адресою Пушкінська вулиця, 70, була встановлена меморіальна дошка на честь Юзькова[1].

28 січня 2013 року в Конституційному Суді України відбулися урочисті збори щодо вшанування пам'яті Л.Юзькова з нагоди 75-річчя від дня його народження.
В місті Полонне іменем Леоніда Юзькова названо вулицю, яка веде до його рідного села Новоселиця.
У 2019 році Хмельницькому Університету управління і Права присвоєно ім'я Леоніда Юзькова.

## Нагороди
- Орден князя Ярослава Мудрого V ст. (22 жовтня 2021, посмертно) — за вагомий особистий внесок у захист конституційних прав і свобод громадян, високий професіоналізм та з нагоди 25-річчя від заснування Конституційного Суду України[3]
- Заслужений працівник вищої школи УРСР (1984)